# Хамзалија
Хамзалија или Хамзали је насеље у Северној Македонији, у југоисточном делу државе. Хамзалија је у саставу општине Босиlovo.

## Географија
Хамзалија је смештена у југоисточном делу Северне Македоније. Од најближег града, Струмице, насеље је удаљено 11 km североисточно.
Насеље Хамзалија се налази у историјској области Струмица. Насеље је положено на северном ободу плодног Струмичког поља. Северно од насеља издиже се планина Огражден. Надморска висина насеља је приближно 300 метара.
Месна клима је блажи облик континенталне због близине Егејског мора (жарка лета).

## Историја
Фирма "Бата" из Борова је 1937. откупљивала земљу у Хамзалији и суседним селима североисточно од Струмице, планирајући да подигне плантаже каучука. За луфу је извештено да расте боље него у Египту. У наредним годинама је створено савремено имање. Било је нешто насељеника из Далмације, из Буковице и Равних котара. Темељи основне школе и жандармеријске станице постављени су 1940.

## Становништво
Хамзалија је према последњем попису из 2021. године имала 20 становника. Турци су чинили огромну већину становништва насеља до средине 20. века, када су се спонтано иселили у матицу.
| Национални састав према попису из 2021.‍ | Национални састав према попису из 2021.‍ | Национални састав према попису из 2021.‍ | Национални састав према попису из 2021.‍ | Национални састав према попису из 2021.‍ |
| --------------------------------------- | --------------------------------------- | --------------------------------------- | --------------------------------------- | --------------------------------------- |
|                                         |                                         |                                         |                                         |                                         |
| Македонци                               | Македонци                               |                                         | 10                                      | 50%                                     |
| Турци                                   | Турци                                   |                                         | 7                                       | 35%                                     |
| непописани                              | непописани                              |                                         | 3                                       | 15%                                     |

Претежна вероисповест месног становништва је православље, а мањинска ислам.